# بوحمام
بوحمام هي قرية مغربية غرب المملكة. تنتمي بوحمام لإقليم سيدي بنور. تضم هذه القرية 30.540 نسمة (إحصاء 2004).